# Полоски (Ленинградская область)
Полоски — деревня в Осьминском сельском поселении Лужского района Ленинградской области.

## История
Впервые упоминается в писцовых книгах Шелонской пятины 1498 года, как деревня Полосы близ озера Самро в Сумерском погосте Новгородского уезда.
Деревня Полоски Никольские, состоящая из 20 крестьянских дворов, обозначена на карте Санкт-Петербургской губернии Ф. Ф. Шуберта 1834 года.

НИКОЛЬСКИЕ ПОЛОСКИ — деревня принадлежит её величеству, число жителей по ревизии: 59 м. п., 61 ж. п. (1838 год)

Как деревня Полоски Никольские она отмечена на карте профессора С. С. Куторги 1852 года.

НИКОЛЬСКИЕ ПОЛОСКИ — деревня Гдовского её величества имения, по просёлочной дороге, число дворов — 21, число душ — 52 м. п. (1856 год)

ПОЛОСКИ НИКОЛЬСКИЕ — деревня удельная при озере безымянном, число дворов — 19, число жителей: 59 м. п., 63 ж. п.; Часовня православная. (1862 год)

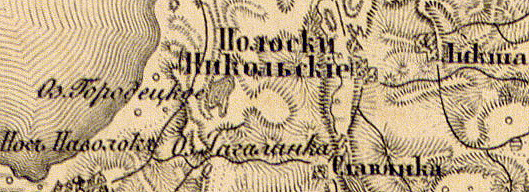
Деревня Полоски на карте 1863 года

В XIX — начале XX века деревня административно относилась к Осьминской волости 2-го земского участка 1-го стана Гдовского уезда Санкт-Петербургской губернии.
По данным «Памятной книжки Санкт-Петербургской губернии» за 1905 год деревня Никольские Полоски входила в Никольско-Полосокское сельское общество.
С 1917 по 1919 год деревня Никольские Полоски входила в состав Осьминской волости Гдовского уезда.
С 1920 года, в составе Самровской волости.
С 1922 года, в составе Славянского сельсовета Осьминской волости Кингисеппского уезда.
С 1924 года, в составе Рельского сельсовета.
С 1925 года, в составе Серебрянского сельсовета.

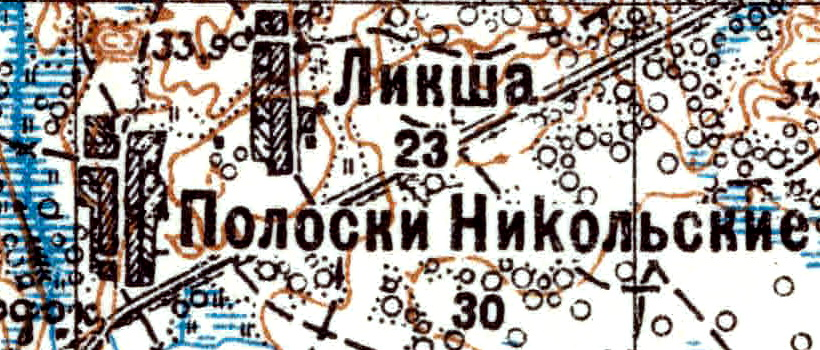
Деревня Полоски карте 1926 года

Согласно топографической карте 1926 года деревня называлась Полоски Никольские и насчитывала 30 крестьянских дворов, смежно с ней находилась деревня Ликша из 23 дворов.
С 1927 года, в составе Рельского сельсовета Осьминского района.
В 1928 году население деревни Никольские Полоски составляло 178 человек.
По данным 1933 года деревня Никольские Полоски входила в состав  Рельского сельсовета Осьминского района.
C 1 августа 1941 года по 31 января 1944 года деревня находилась в оккупации.
В 1958 году население деревни Никольские Полоски составляло 6 человек.
1 января 1961 года деревня Никольские Полоски была присоединена к деревне Славянка.
По данным 1966 года, это вновь была отдельная деревня под названием Полоски в составе Рельского сельсовета Лужского района.
По данным 1973 и 1990 годов деревня Полоски также входила в состав Рельского сельсовета.
В 1997 году в деревне Полоски Рельской волости проживали 3 человека, в 2002 году — 10 человек (русские — 90 %).
В 2007 году в деревне Полоски Осьминского СП проживал 1 человек.

## География
Деревня расположена в западной части района на автодороге 41К-020 (Сижно — Осьмино).
Расстояние до административного центра поселения — 15 км.
Расстояние до ближайшей железнодорожной станции Молосковицы — 84 км.
Деревня находится на правом берегу реки Славянка.

## Демография
| 1838 | 1862 | 1928 | 1958 | 1997 | 2007 | 2010 |
| ---- | ---- | ---- | ---- | ---- | ---- | ---- |
| 120  | ↗122 | ↗178 | ↘6   | ↘3   | ↘1   | ↗2   |
| 2017 |      |      |      |      |      |      |
| →2   |      |      |      |      |      |      |

## Улицы
Зелёная.